# Pepin (jezioro)

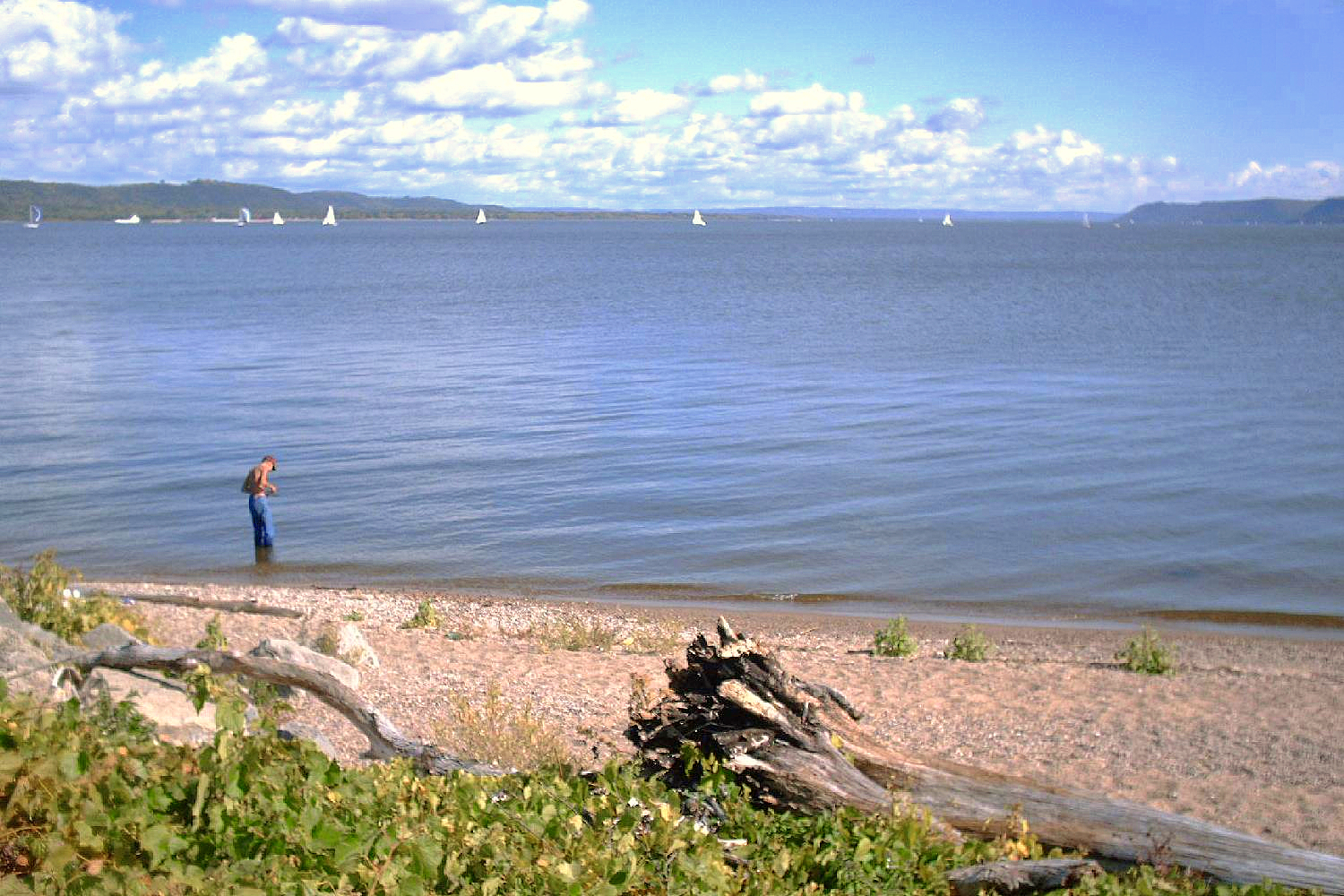
Jezioro Pepin od strony stanu Minnesota

Pepin – jezioro naturalne, na granicy stanów Wisconsin i Minnesota. Najszerszy naturalny odcinek rzeki Missisipi. Jest to zbiornik stosunkowo duży (100 km²) i płytki (średnia głębokość: 5,5 m).
Do jeziora wpada rzeka Chippewa, a u jego brzegu leży park narodowy Frontenac State Park.
Miasta położone wzdłuż brzegów jeziora :
- Lake City (2 porty)
- Bay City
- Pepin (2 porty)
- Maiden Rock
- Stockholm